# Klimatalliansen
Klimatalliansen är ett svenskt politiskt parti som bildades 2021 med fokus på klimatfrågor. De ställde upp i valet 2022 och i EU-valet 2024. Partiet har ett mandat i kommunfullmäktige i Simrishamn. 

## Ideologi
Partiet positionerar sig som blocköverskridande och identifierar sig varken med höger- eller vänsterskalan i politiken.

## Politiskt program

### Energi
Klimatalliansen förespråkar en radikal energiomställning inom hela EU. De vill införa ett förbud mot utvinning av olja, kol och gas, samt avskaffa subventionerna för fossil energi. Målet är att helt avveckla användningen av kol, olja och gas och istället införa subventioner för solenergi och vindkraft för att främja en hållbar energiframtid.

### Europeiska unionen
Klimatalliansen är positiv till den Europeiska unionen..

### Jord- och skogsbruk
Partiet vill halvera EU:s jordbruksbudget genom att avlägsna subventionerna till animalieproduktionen, som för närvarande tar upp 82 procent av EU:s jordbruksbudget och bidrar till 84 procent av växthusgasutsläppen från livsmedelsproduktion. Klimatalliansen föreslår också att införa en köttskatt och ta bort momsen på växtbaserad mat. De vill även återställa våtmarker, förbjuda torvbrytning och skydda naturskog genom att förbjuda avverkning.

### Transporter
För att minska transportsektorns klimatpåverkan föreslår Klimatalliansen en skatt på flygresor som ska täcka flygets samhällsekonomiska kostnader. De förespråkar modellen "avgift och utdelning" där skatten återbetalas lika till alla invånare och höjs årligen. Klimatalliansen vill förbjuda flygresor inom EU där tågresan tar mindre än sex timmar, bygga ut järnvägsnätet inom EU, införa låga maxpriser för tåg- och kollektivtrafik samt subventionera tågresor med medel från EU:s budget för att göra dem mer tillgängliga.

## Historia
Klimatalliansen startades hösten 2021 som en påverkansorganisation av personer som länge varit aktiva i samhällsdebatten inom olika partier eller utanför partipolitiken, däribland Gudrun Schyman, Anders Wijkman, Kristina Persson och K.G. Hammar. Klimatalliansen beslutade i februari 2022 att ställa upp i riksdagsvalet och den 17 mars 2022 registrerade sig Klimatalliansen som ett parti hos valmyndigheten. När organisationen annonserade att de ställer upp som parti i riksdagsvalet meddelade Wijkman att han inte kommer att delta i partiarbetet.

## Valresultat

### Riksdagsval
I riksdagsvalet 2022 toppades partiets valsedel av Gudrun Schyman och K.G. Hammar. De fick 1 702 röster (0.03%), vilket gjorde det till det nittonde största partiet och det elfte största utanför riksdagen.

### Kommunalval
Klimatalliansen ställde 2022 upp i kommunalvalen i bland annat Stockholms stad och Simrishamn. Under namnet Klimatinitiativ Simrishamn fick partiet 314 röster (2.4%) och ett mandat i Simrishamns kommunfullmäktige, representerat av Gudrun Schyman.

### EU-val
I EU-valet 2024 fick partiet 1 200 röster (0,03 procent).